# Gianclaudio Bressa
Gianclaudio Bressa (né le 16 janvier 1956 à Belluno) est un homme politique italien du Parti démocrate.

Il a été élu maire de Belluno en 1990, député de 1996 à 2018, secrétaire d'État à 3 reprises et est élu sénateur en mars 2018. 